# Indy (voornaam)
Indy is een zowel mannelijke als vrouwelijke voornaam, afkomstig uit de Verenigde Staten. 
De naam is afgeleid van ofwel Independent (onafhankelijk) òf Indian (Indiaans). 
Een andere mogelijke afleiding is van de Indische godheid Indra, met betekenis 'mooi' of 'schitterend'. 

## Varianten
De naam Indy kent ook een aantal varianten, bijvoorbeeld:
- Indie
- Indiana
- Indi
- India

## Statistieken
In 2010 kregen in Nederland 230 meisjes deze naam en stond het op plaats 61. Datzelfde jaar kregen 7 jongens deze naam en stond het op plaats 231.
In 2011 kregen in Nederland 176 meisjes de naam Indy. De naam stond toen op plaats 78. Daarnaast kregen 7 jongens de naam Indy. De naam stond toen op plaats 231.